# Грекопавлівка
Грекопа́влівка — село в Україні, у Новосанжарській селищній громаді Полтавського району Полтавської області. Населення становить 70 осіб. До 2020 орган місцевого самоврядування — Стовбино-Долинська сільська рада.

## Географія
Село Грекопавлівка знаходиться на правому березі річки Полузір'я, вище за течією на відстані 1 км розташоване село Чередники, нижче за течією на відстані 2 км розташоване село Шпортьки, на протилежному березі - село Дмитренки.

## Історія
12 червня 2020 року, відповідно до розпорядження Кабінету Міністрів України № 721-р «Про визначення адміністративних центрів та затвердження територій територіальних громад Полтавської області», село увійшло до складу Новосанжарської селищної громади.
19 липня 2020 року, в результаті адміністративно - територіальної реформи та ліквідації Новосанжарського району, село увійшло до складу новоутвореного Полтавського району Полтавської області.

## Пам'ятки
Неподалік села розташований загальнозоологічний заказник місцевого значення «Сьомківщина».

## Галерея

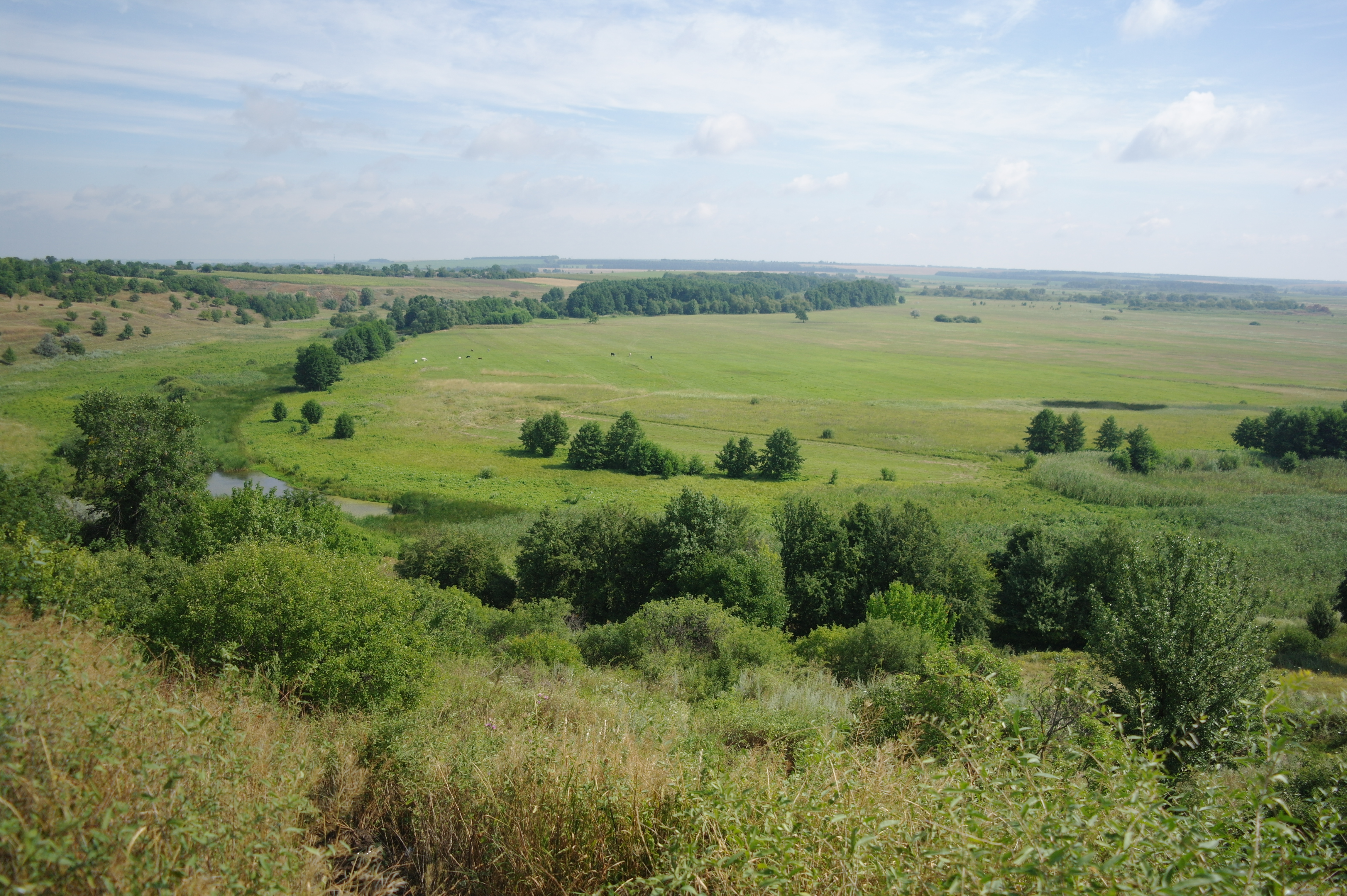
Краєвиди Грекопавлівки (панорама 1)
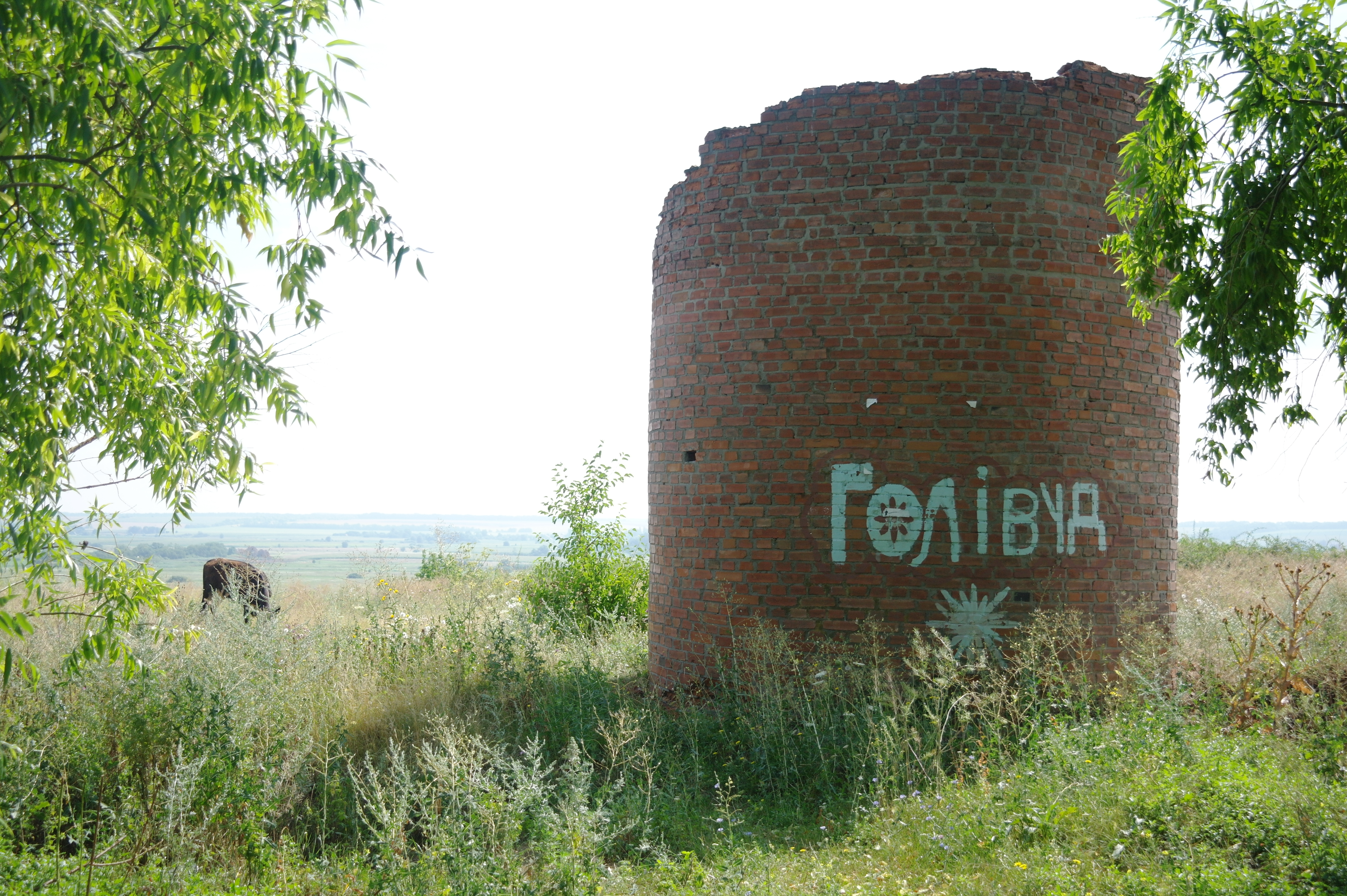
Зруйнована башня з надписом "Голівуд"
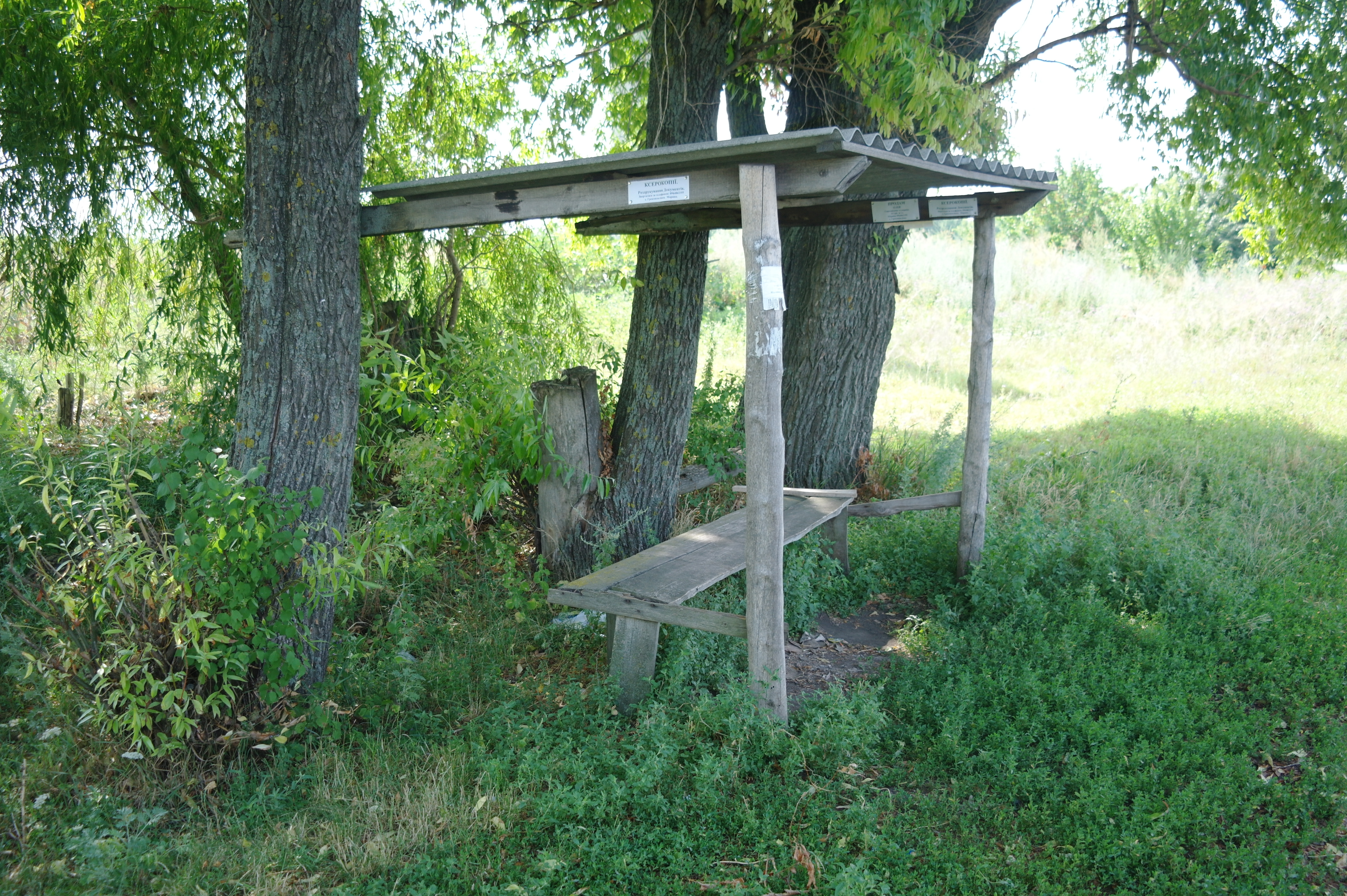
Пункт прийому молока
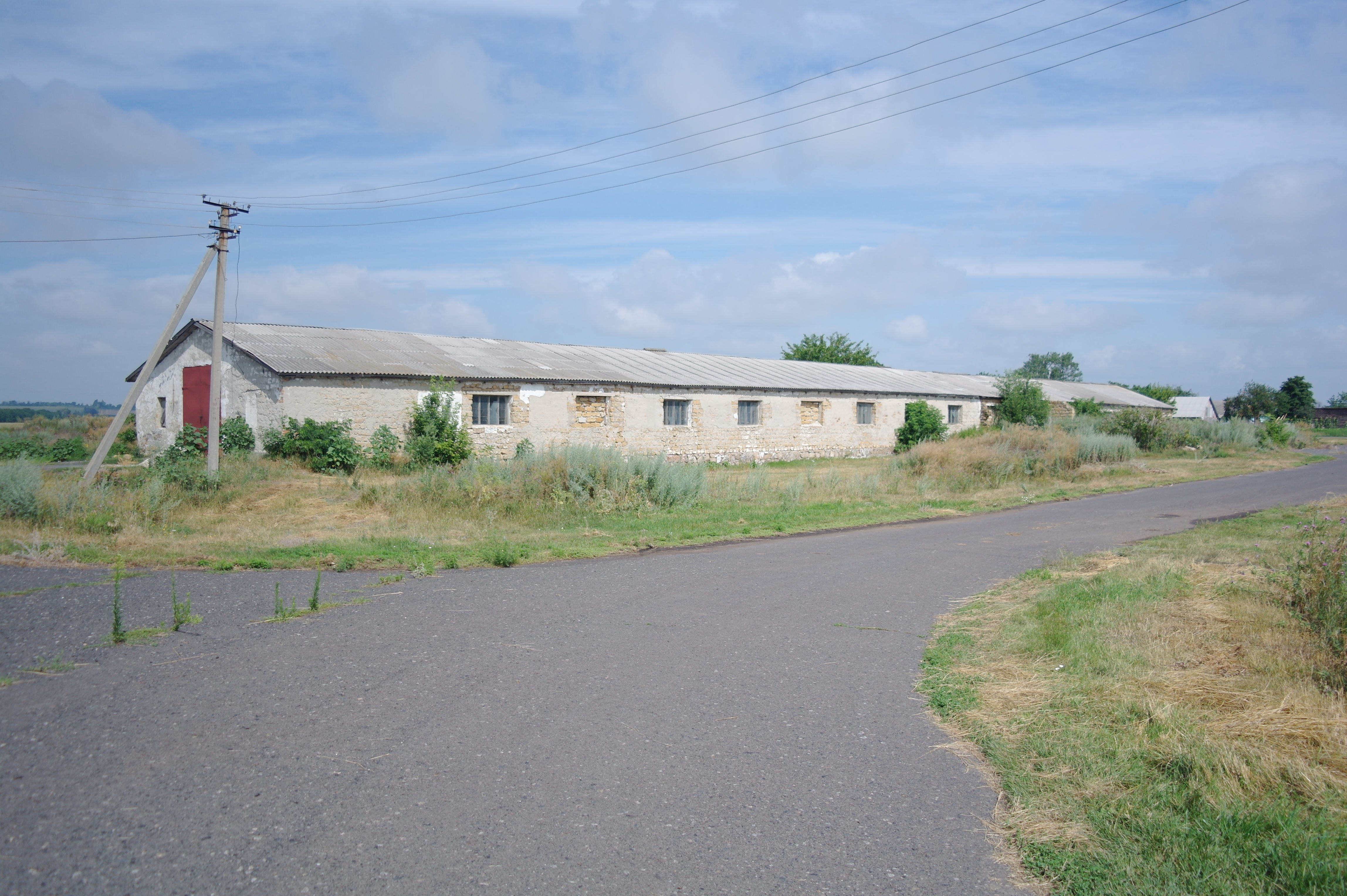
Приватне господартство
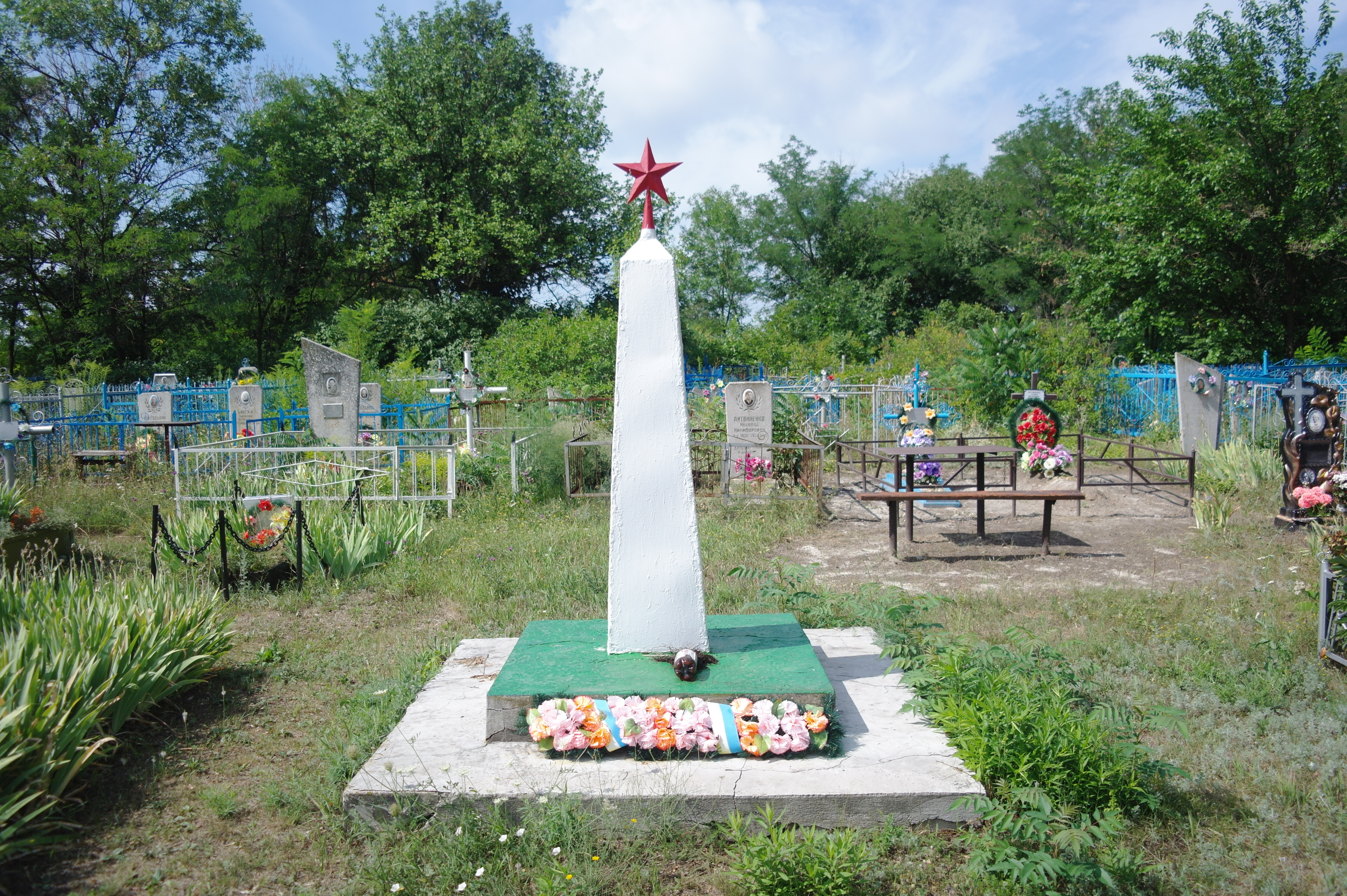
Пам'ятник загиблим у ДСВ на кладовищі
Краєвиди Грекопавлівки (панорама 2)
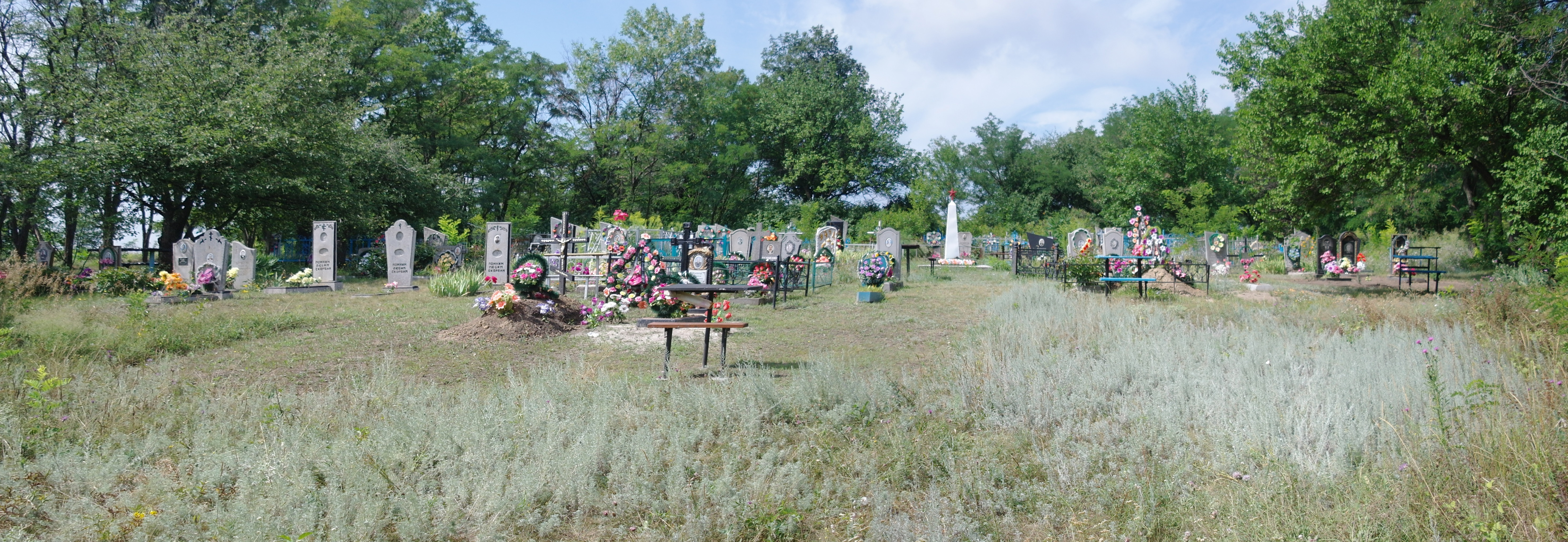
Кладовище